# Mama Mirabelle's Home Movies
Mama Mirabelle's Home Movies (Brasil: Mama Mirabelle / Portugal: Mãe Mirabelle) é uma série de desenho animado dirigida ao público infantil que fala sobre animais da selva e a vida selvagem. Feito em parceria com a PBS Kids e o National Geographic, a série mistura animação com imagens reais do National Geographic.
No Brasil a série é transmitida pela TV Brasil (em canal aberto) e pela National Geographic Channel (em canal fechado) através do bloco Nat Geo & Eu. Em Portugal já foi exibida pelo Canal Panda, RTP 2 e RTP 1.

## Personagens
- Max - Filho da Mama Mirabelle, o mais novo do grupo. e um elefantinho filhote muito divertido vive brincando com Bo e Karla no desenho.
- Bo - Um guepardo trapalhona.e muito bricalhona
- Karla - Karla é uma pequena zebra fêmea também criança.em um dos episodios ela tem uma irmazinha tambem e bastante bricalhona